# 2009 w lekkoatletyce
2009 w lekkoatletyce – podsumowanie sezonu 2009 w lekkoatletyce.
Rok zaczął się od smutnego wydarzenia – 18 lutego na obozie przygotowawczym w portugalskim Vila Real de Santo António zmarła Kamila Skolimowska – polska młociarka, mistrzyni olimpijska z Sydney.
Główną imprezą sezonu były rozegrane w drugiej połowie sierpnia w Berlinie mistrzostwa świata. Podczas tych zawodów pobito trzy rekordy świata, a największą niespodzianką imprezy była porażka Jeleny Isinbajewej w konkursie tyczkarek.
W roku 2009 po raz ostatni odbył się cykl prestiżowych mityngów Golden League, który od roku 2010 został zastąpiony przez Diamentową Ligę IAAF. 12 sierpnia 2009 IAAF postanowił także, że mistrzostwa świata w przełajach odbywać się będą – począwszy od roku 2010 – w interwale dwuletnim, a nie jak dotychczas rokrocznie. W tym sezonie ostatni raz odbył się Światowy Finał IAAF.

## Zawody międzynarodowe

### Światowe

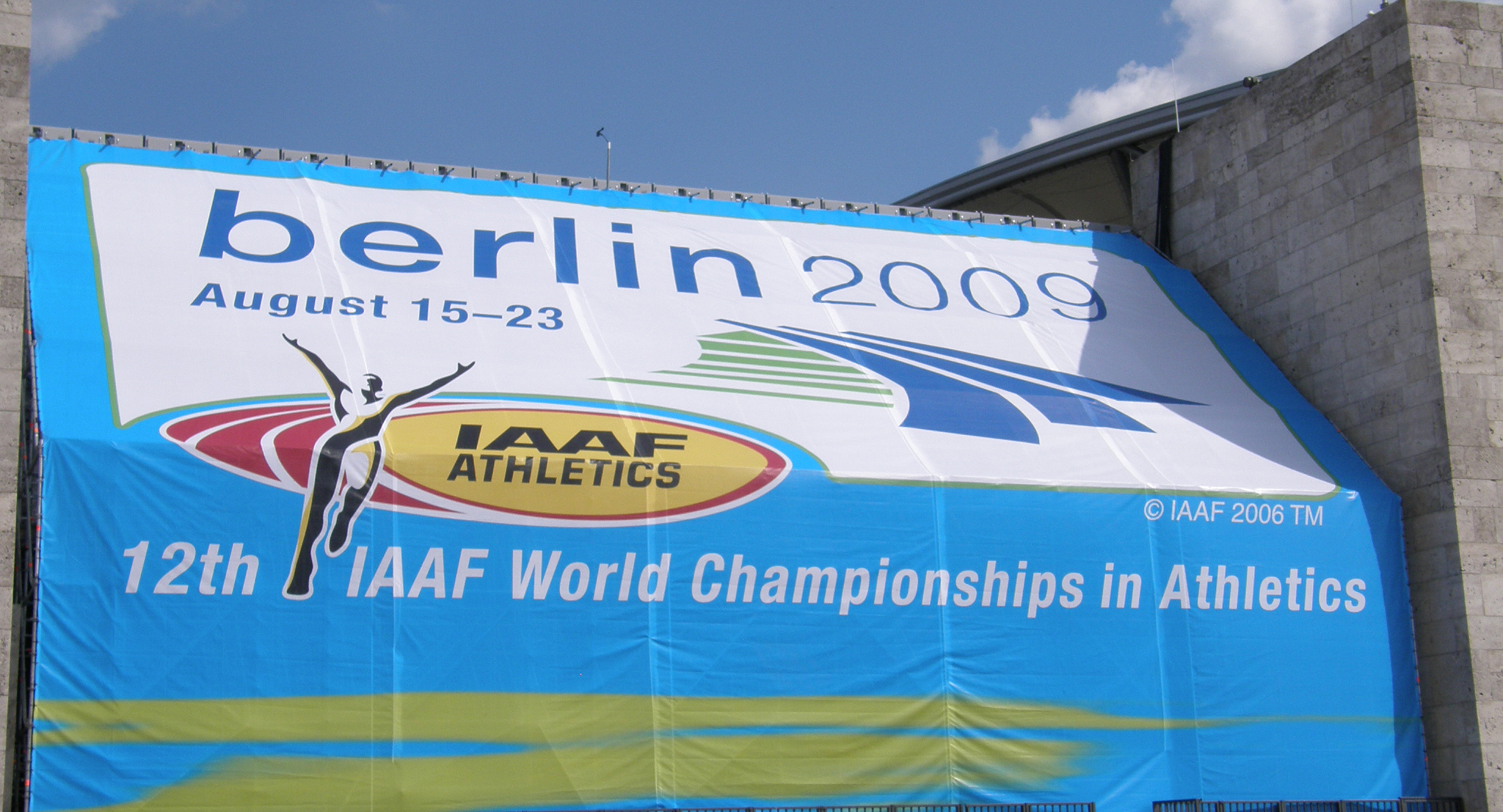
Mistrzostwa świata w Berlinie były główną imprezą sezonu

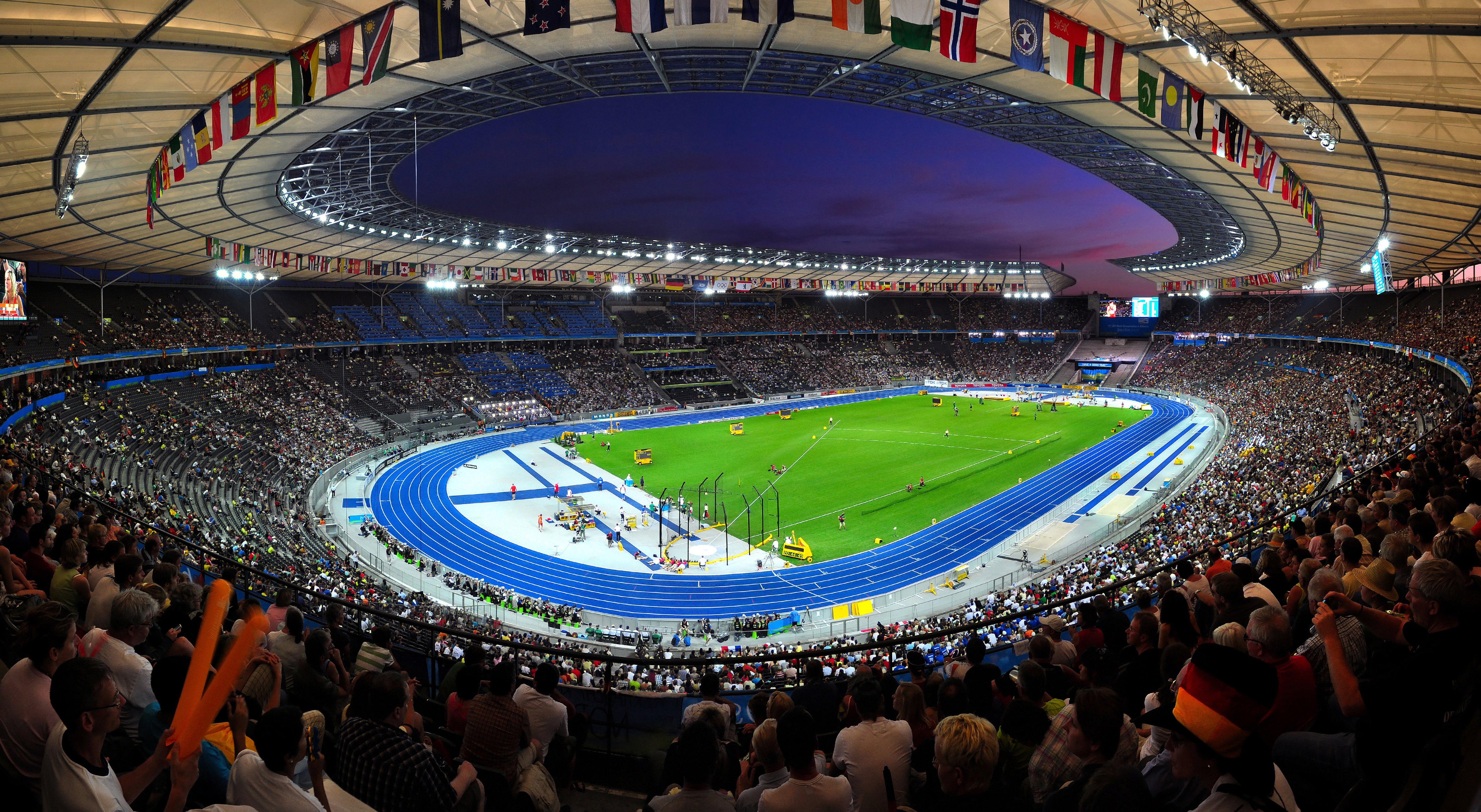
Stadion w Berlinie podczas mistrzostw świata

| Zawody                                | Miejsce          | Data            |
| ------------------------------------- | ---------------- | --------------- |
| Mistrzostwa świata                    | Berlin           | 15-23 sierpnia  |
| Mistrzostwa świata juniorów młodszych | Południowy Tyrol | 8-12 lipca      |
| Mistrzostwa świata w przełajach       | Amman            | 28 marca        |
| Mistrzostwa świata w półmaratonie     | Birmingham       | 11 października |
| Mistrzostwa świata wojska             | Sofia            | 9-11 czerwca    |
| Halowy puchar świata wojska           | Ateny            | 14 marca        |
| Uniwersjada                           | Belgrad          | 7-12 lipca      |
| Światowy finał lekkoatletyczny        | Saloniki         | 12-13 września  |
| Gimnazjada                            | Doha             | 7-12 grudnia    |

### Międzykontynentalne
| Zawody                     | Miejsce         | Data                 |
| -------------------------- | --------------- | -------------------- |
| Igrzyska śródziemnomorskie | Pescara         | 30 czerwca – 3 lipca |
| Igrzyska frankofońskie     | Bejrut          | 1-5 października     |
| Igrzyska Luzofonii         | Lizbona         | 12, 13 i 19 lipca    |
| Island Games               | Wyspy Alandzkie | 27 czerwca – 4 lipca |

### Kontynentalne

#### Afryka
| Zawody                                          | Miejsce | Data                  |
| ----------------------------------------------- | ------- | --------------------- |
| Mistrzostwa Afryki juniorów                     | Bambous | 30 lipca – 2 sierpnia |
| Mistrzostwa Afryki w chodzie sportowym          | Radis   | 11 kwietnia           |
| Mistrzostwa Afryki juniorów w chodzie sportowym | Radis   | 11 kwietnia           |
| Mistrzostwa Afryki juniorów w wielobojach       | Bambous | 18 – 19 kwietnia      |
| Mistrzostwa Afryki w wielobojach                | Réduit  | 18 – 19 kwietnia      |

#### Ameryka Północna, Południowa i Karaiby
| Zawody                                   | Miejsce       | Data                  |
| ---------------------------------------- | ------------- | --------------------- |
| Mistrzostwa Ameryki Południowej          | Lima          | 19-21 czerwca         |
| Mistrzostwa Ameryki Środkowej i Karaibów | Hawana        | 3-7 lipca             |
| Mistrzostwa panamerykańskie juniorów     | Port-of-Spain | 31 lipca – 2 sierpnia |

#### Azja
| Zawody                               | Miejsce   | Data                          |
| ------------------------------------ | --------- | ----------------------------- |
| Mistrzostwa Azji                     | Guangdong | 10-14 listopada               |
| Mistrzostwa Azji w chodzie sportowym | Nomi      | 15 marca                      |
| Azjatyckie igrzyska młodzieży        | Singapur  | 30 czerwca – 3 lipca          |
| Halowe igrzyska azjatyckie           | Hanoi     | 31 października – 2 listopada |
| Igrzyska Azji Wschodniej             | Hongkong  | 10-13 grudnia                 |
| Igrzyska Azji Południowo-Wschodniej  | Wientian  | 13-17 grudnia                 |

#### Europa

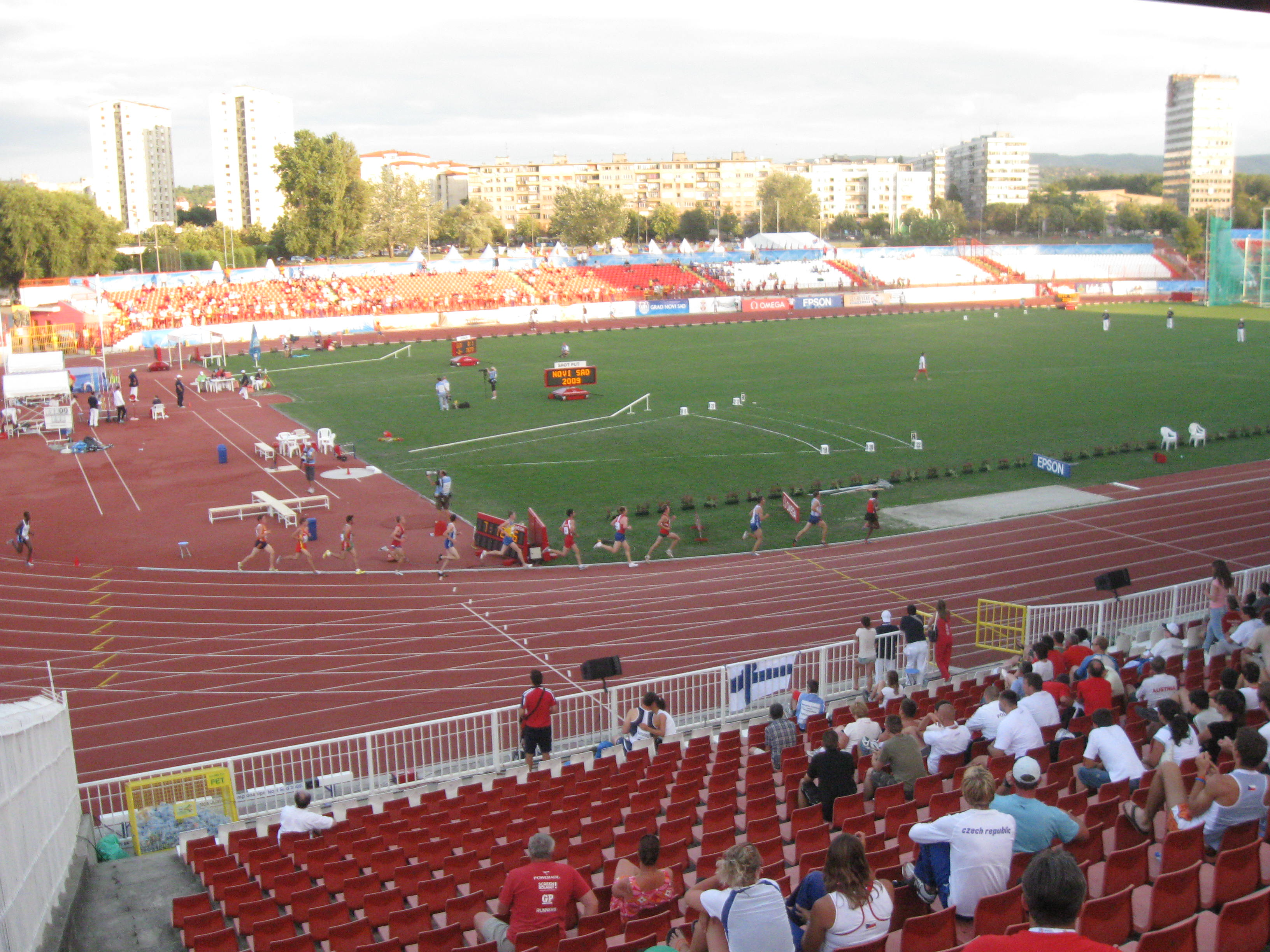
Mistrzostwa Europy juniorów w Nowym Sadzie

| Zawody                            | Miejsce                                 | Data             |
| --------------------------------- | --------------------------------------- | ---------------- |
| Halowe mistrzostwa Europy         | Turyn                                   | 6-8 marca        |
| Drużynowe mistrzostwa Europy      | Leiria Bergen Bańska Bystrzyca Sarajewo | 20-21 czerwca    |
| Mistrzostwa Europy juniorów       | Nowy Sad                                | 23-26 lipca      |
| Mistrzostwa Europy U23            | Kowno                                   | 16-19 lipca      |
| Mistrzostwa Europy w przełajach   | Dublin                                  | 13 grudnia       |
| Europejski festiwal młodzieży     | Tampere                                 | 20-24 lipca      |
| Zimowy puchar Europy w rzutach    | Teneryfa                                | 14-15 marca      |
| Puchar Europy w biegu na 10 000 m | Ribeira Brava                           | 6 czerwca        |
| Puchar Europy w chodzie           | Metz                                    | 24 maja          |
| Puchar Europy w wielobojach       | Szczecin Saragossa Maribor              | 27-28 czerwca    |
| Igrzyska małych państw Europy     | Nikozja                                 | 2, 4 i 6 czerwca |

## Rekordy świata
W sezonie 2009 ustanowiono 8 rekordów świata.

### Mężczyźni

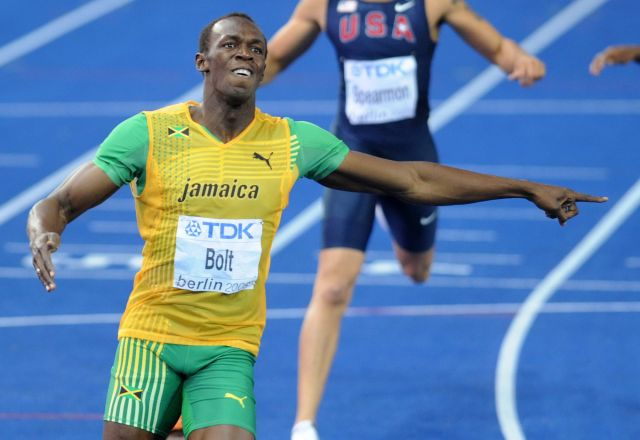
Usain Bolt podczas mistrzostw świata

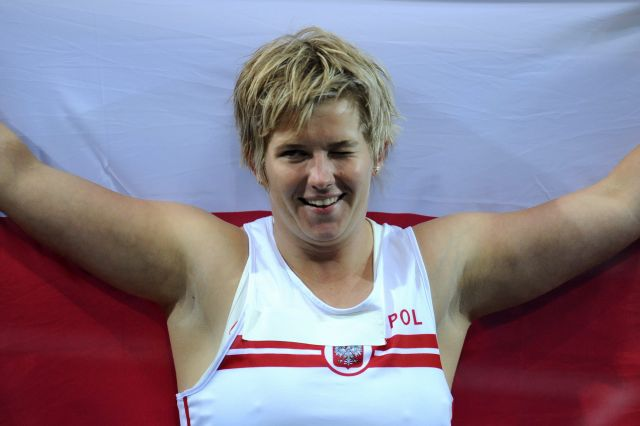
Anita Włodarczyk ustanowiła nowy rekord świata w rzucie młotem

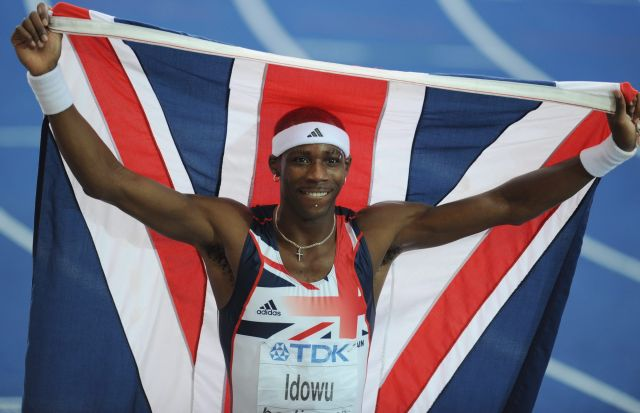
Phillips Idowu – najlepszy lekkoatleta Europy

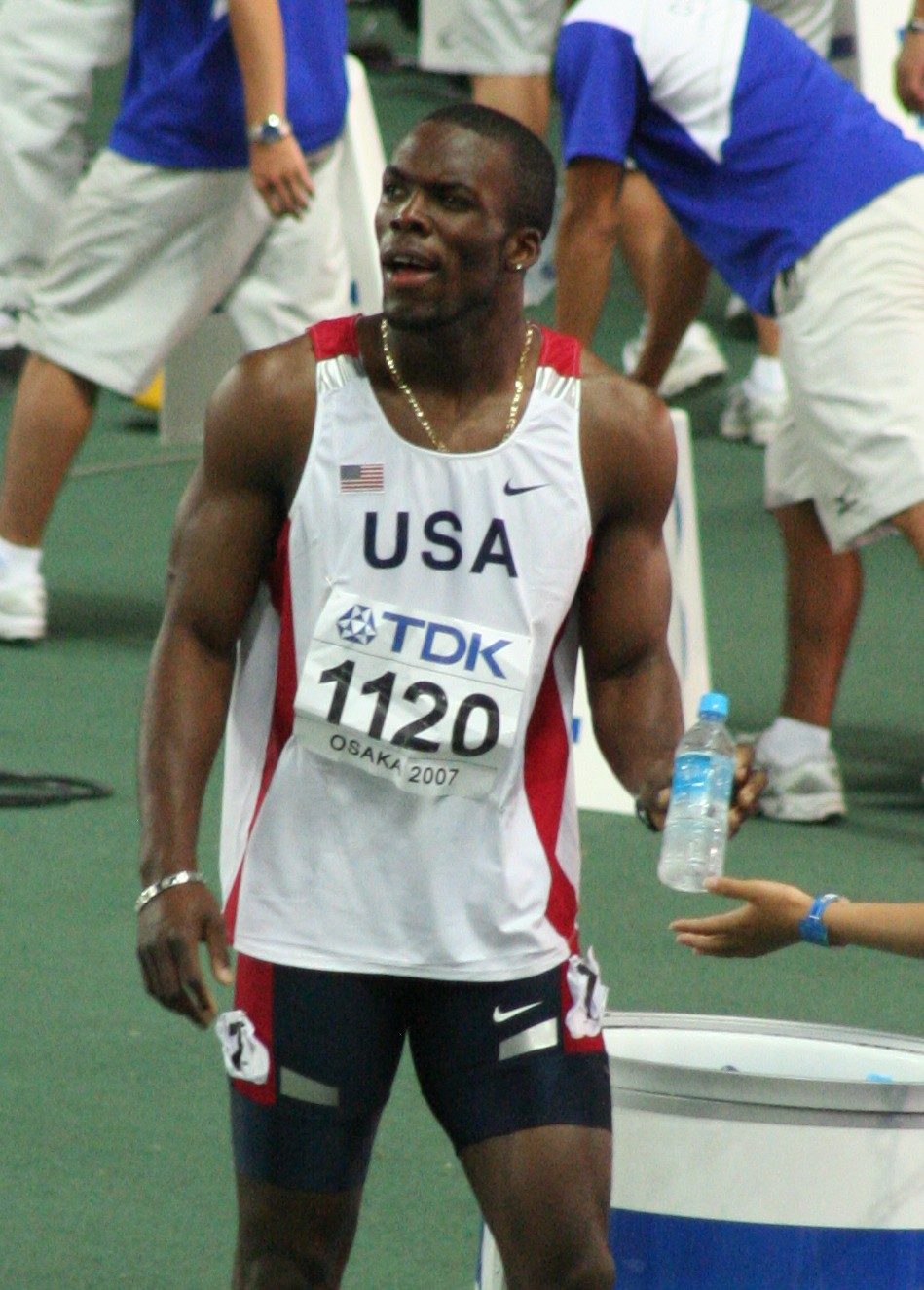
LaShawn Merritt – najlepszy czterystumetrowiec w sezonie

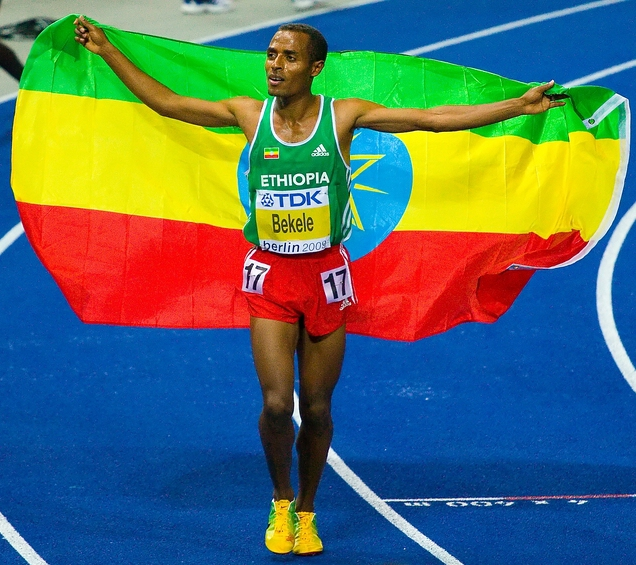
Kenenisa Bekele – najlepszy na 5000 i 10 000 m.

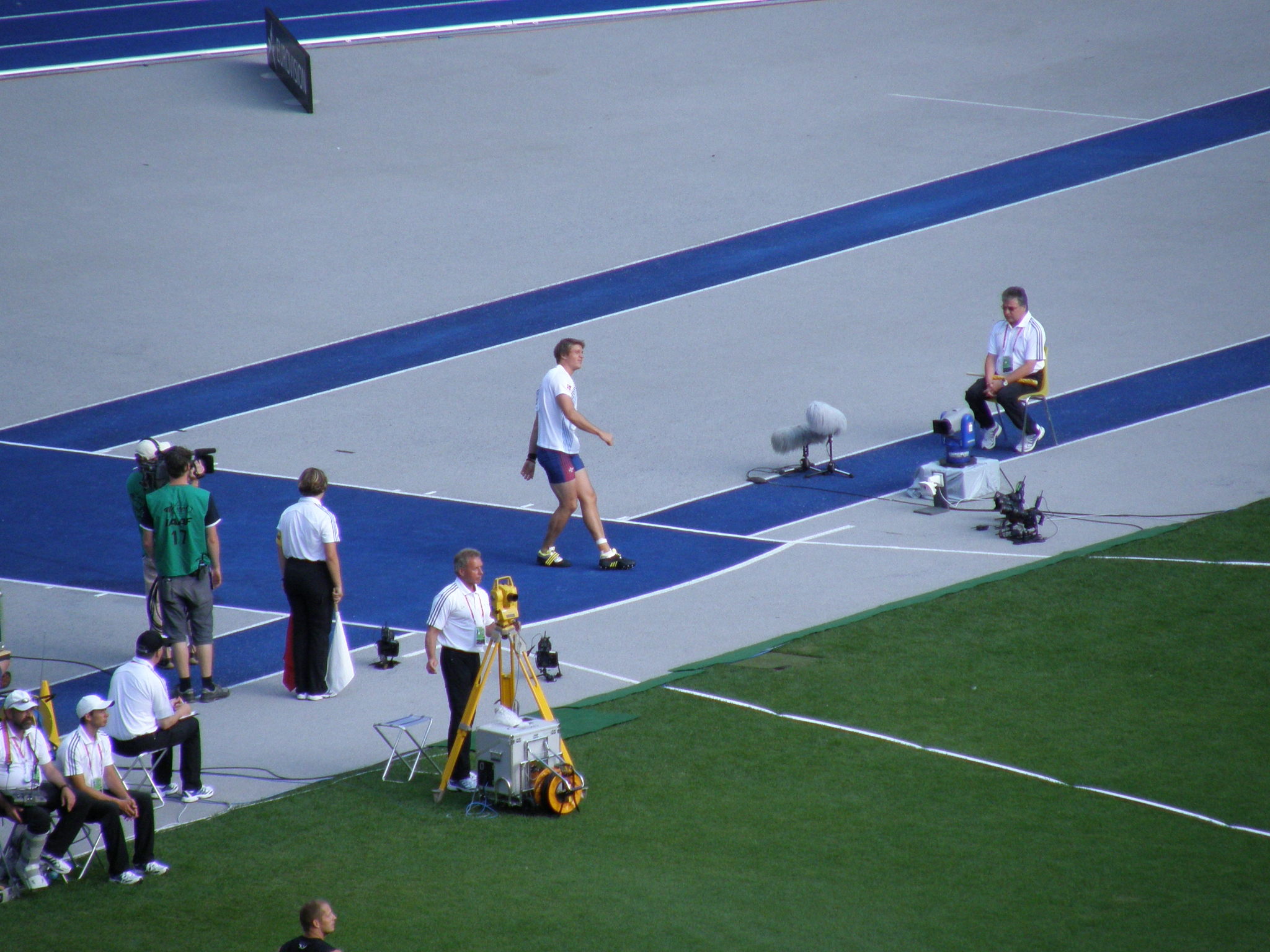
Andreas Thorkildsen – najlepszy oszczepnik w sezonie

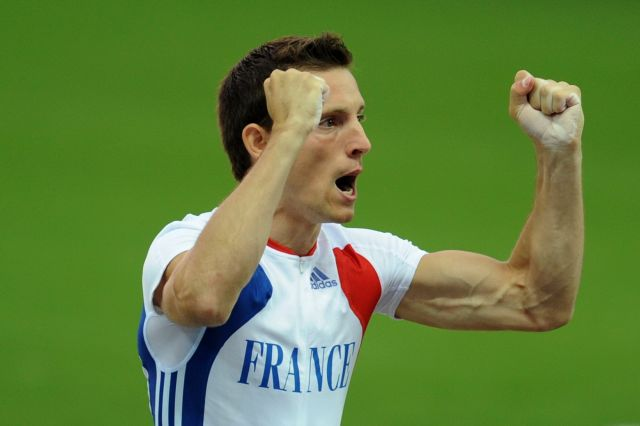
Francus Renaud Lavillenie skoczył podczas drużynowych mistrzostw Europy 6,01

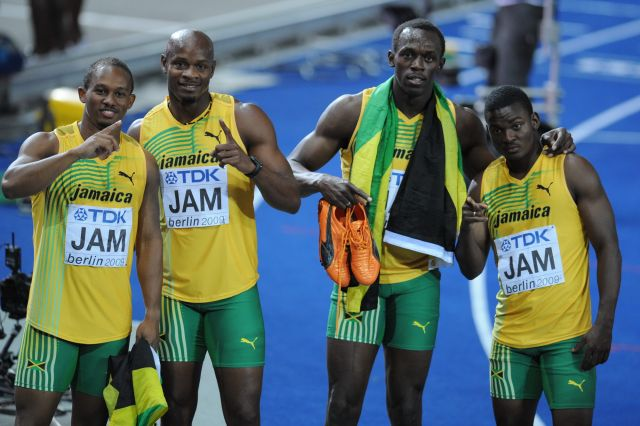
Jamajska sztafeta 4 × 100 metrów. Od lewej Michael Frater, Asafa Powell, Usain Bolt i Steve Mullings

| Konkurencja       | Zawodnik                                                                            | Reprezentacja | Rezultat | Miejsce       | Data        |
| ----------------- | ----------------------------------------------------------------------------------- | ------------- | -------- | ------------- | ----------- |
| 100 m             | Usain Bolt                                                                          | Jamajka       | 9,58     | Berlin        | 16 sierpnia |
| 200 m             | Usain Bolt                                                                          | Jamajka       | 19,19    | Berlin        | 20 sierpnia |
| 10 km             | Micah Kogo                                                                          | Kenia         | 27:01    | Brunssum      | 29 marca    |
| 15 km             | Deriba Merga                                                                        | Etiopia       | 41:29    | Ras al-Chajma | 20 lutego   |
| 30 km             | Haile Gebrselassie                                                                  | Etiopia       | 1:27:49  | Berlin        | 20 września |
| 30 km             | Samuel Kiplimo Kosgei                                                               | Kenia         | 1:27:49  | Berlin        | 20 września |
| Sztafeta 4 × 1500 | William Biwott Tanui Gideon Gathimba Geoffrey Kipkoech Rono Augustine Kiprono Choge | Kenia         | 14:36,23 | Bruksela      | 4 września  |

### Kobiety

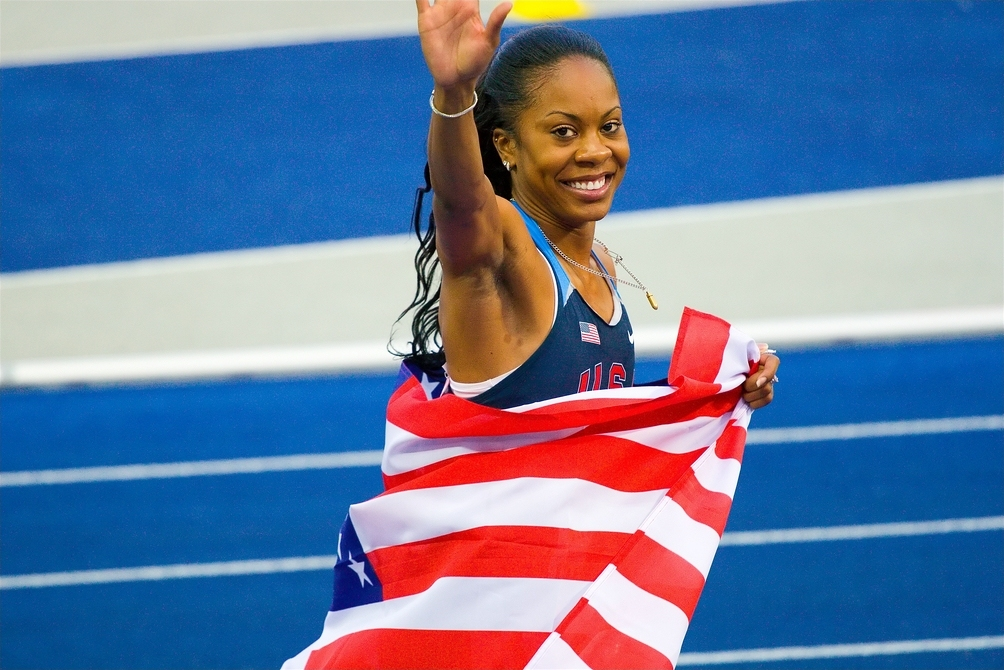
Sanya Richards wygrała wszystkie mityngi Golden League, zdobyła mistrzostwo świata i uzyskała najlepszy rezultat na 400 metrów

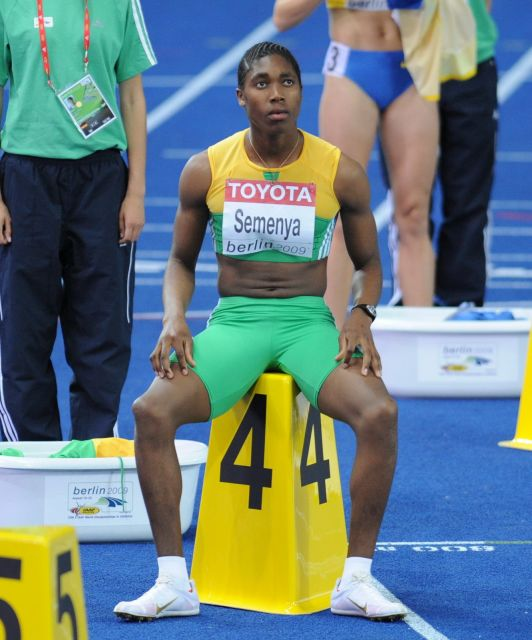
Caster Semenya – mistrzyni świata i najlepsza zawodniczka na 800 metrów

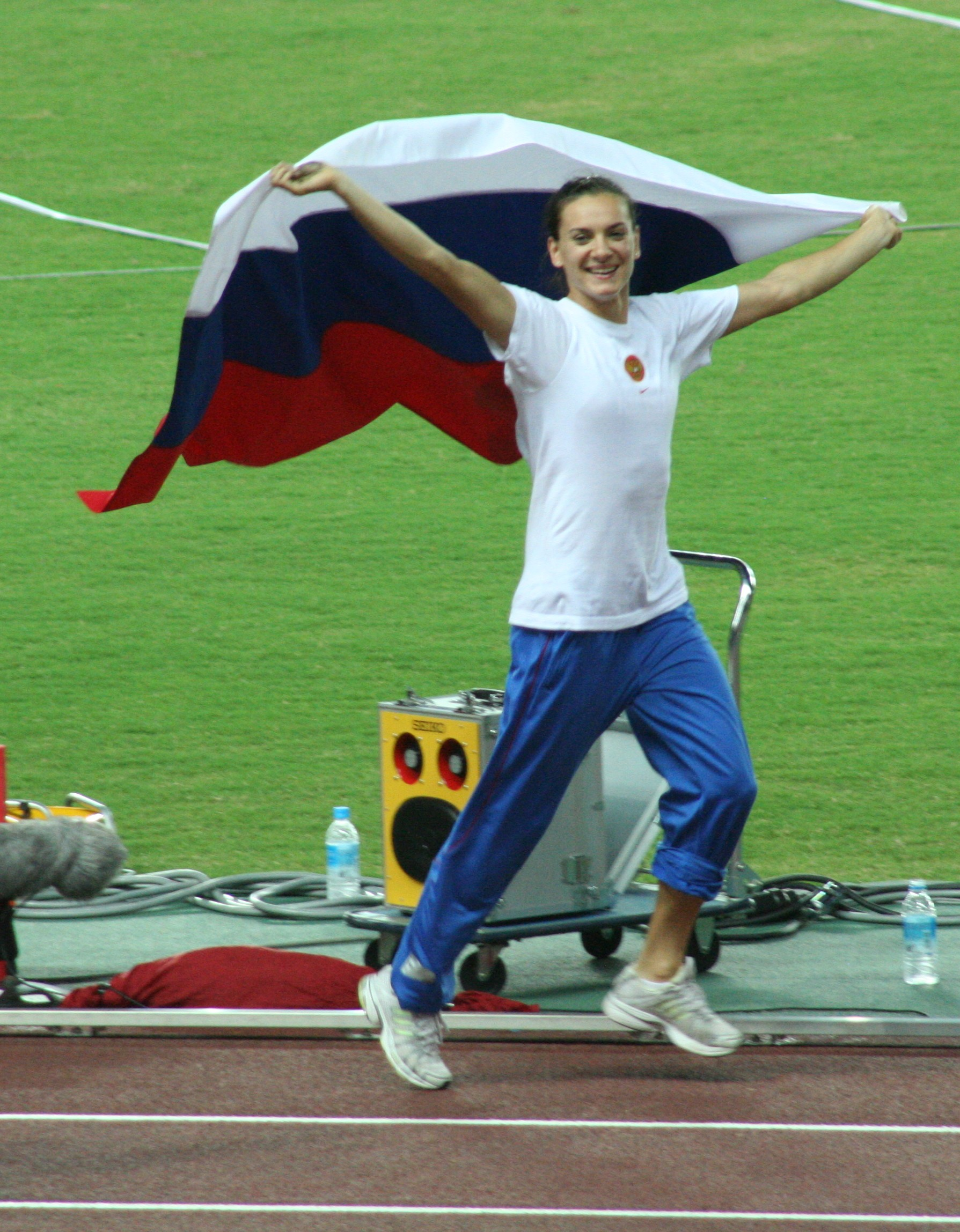
Po nieudanym starcie w mistrzostwach świata Jelena Isinbajewa podczas Weltklasse Zürich 2009 ustanowiła nowy rekord świata

| Konkurencja   | Zawodnik          | Reprezentacja | Rezultat | Miejsce | Data        |
| ------------- | ----------------- | ------------- | -------- | ------- | ----------- |
| Skok o tyczce | Jelena Isinbajewa | Rosja         | 5,06     | Zurych  | 28 sierpnia |
| Rzut młotem   | Anita Włodarczyk  | Polska        | 77,96    | Berlin  | 22 sierpnia |

## Nagrody

### Mężczyźni
| Plebiscyt                           | Zwycięzca           |
| ----------------------------------- | ------------------- |
| IAAF World Athlete of the Year      | Usain Bolt          |
| Track & Field Athlete of the Year   | Usain Bolt          |
| European Athlete of the Year Trophy | Phillips Idowu      |
| European Athletics Rising Star      | Christophe Lemaître |
| Złote Kolce                         | Piotr Małachowski   |

### Kobiety
| Plebiscyt                           | Zwycięzca                 |
| ----------------------------------- | ------------------------- |
| IAAF World Athlete of the Year      | Sanya Richards            |
| Track & Field Athlete of the Year   | Sanya Richards            |
| European Athlete of the Year Trophy | Marta Domínguez           |
| European Athletics Rising Star      | Karoline Bjerkeli Grøvdal |
| Złote Kolce                         | Anita Włodarczyk          |

## Tabele światowe

### Sezon letni
Poniższe tabele prezentują najlepsze rezultaty uzyskane w poszczególnych konkurencjach w sezonie letnim 2009.

#### Mężczyźni
| Konkurencja           | Rezultat | Zawodnik                                                                                          |
| --------------------- | -------- | ------------------------------------------------------------------------------------------------- |
| 100 m                 | 9,58     | Usain Bolt                                                                                        |
| 200 m                 | 19,19    | Usain Bolt                                                                                        |
| 400 m                 | 44,06    | LaShawn Merritt                                                                                   |
| 800 m                 | 1:42,01  | David Rudisha                                                                                     |
| 1000 m                | 2:16,55  | Bilal Mansour Ali                                                                                 |
| 1500 m                | 3:29,47  | Augustine Choge                                                                                   |
| Bieg na milę          | 3:48,50  | Asbel Kiprop                                                                                      |
| 2000 m                | 5:00,32  | Jukka Keskisalo                                                                                   |
| 3000 m                | 7:28,37  | Eliud Kipchoge                                                                                    |
| 5000 m                | 12:52,32 | Kenenisa Bekele                                                                                   |
| 10 000 m              | 26:46,31 | Kenenisa Bekele                                                                                   |
| Bieg godzinny         | 20822 m  | Haile Gebrselassie                                                                                |
| Półmaraton            | 58:52    | Patrick Makau                                                                                     |
| Maraton               | 2:04:27  | James Kwambai Duncan Kibet                                                                        |
| 100 km                | 6:36:33  | Hideo Nojo                                                                                        |
| 3000 m z przeszkodami | 7:58,85  | Ezekiel Kemboi                                                                                    |
| 110 m przez płotki    | 13,04    | Dayron Robles                                                                                     |
| 400 m przez płotki    | 47,91    | Kerron Clement                                                                                    |
| Skok wzwyż            | 2,35     | Iwan Uchow Jarosław Rybakow Andra Manson                                                          |
| Skok o tyczce         | 6,01     | Renaud Lavillenie                                                                                 |
| Skok w dal            | 8,74     | Dwight Phillips                                                                                   |
| Trójskok              | 17,73    | Phillips Idowu                                                                                    |
| Pchnięcie kulą        | 22,16    | Christian Cantwell                                                                                |
| Rzut dyskiem          | 71,64    | Gerd Kanter                                                                                       |
| Rzut młotem           | 82,58    | Primož Kozmus                                                                                     |
| Rzut oszczepem        | 91,28    | Andreas Thorkildsen                                                                               |
| Dziesięciobój         | 8790     | Trey Hardee                                                                                       |
| Chód na 20 km         | 1:17:38  | Walerij Borczin                                                                                   |
| Chód na 50 km         | 3:38:35  | Siergiej Kirdiapkin                                                                               |
| Sztafeta 4 × 100      | 37,31    | Jamajka · Steve Mullings · Michael Frater · Usain Bolt · Asafa Powell                             |
| Sztafeta 4 × 200      | 1:20:32  | Uniwersytet Teksasu Bryan Miller Gerald Phiri Chris Dykes Oliver Justin                           |
| Sztafeta 4 × 400      | 2:57,86  | Stany Zjednoczone · Angelo Taylor · Jeremy Wariner · Kerron Clement · LaShawn Merritt             |
| Sztafeta 4 × 800      | 7:16:33  | Uniwersytet Teksasu Tevas Everett Kyle Miller Tevan Everett Jacob Hernandez                       |
| Sztafeta 4 × 1500     | 14:36,23 | Kenia · William Biwott Tanui · Gideon Gathimba · Geoffrey Kipkoech Rono · Augustine Kiprono Choge |

#### Kobiety
| Konkurencja         | Rezultat | Zawodnik                                                                          |
| ------------------- | -------- | --------------------------------------------------------------------------------- |
| 100 m               | 10,64    | Carmelita Jeter                                                                   |
| 200 m               | 21,88    | Allyson Felix                                                                     |
| 400 m               | 48,83    | Sanya Richards                                                                    |
| 800 m               | 1:55,45  | Caster Semenya                                                                    |
| 1000 m              | 2:34,23  | Christin Wurth-Thomas                                                             |
| 1500 m              | 3:56,55  | Maryam Jamal                                                                      |
| Bieg na milę        | 4:29,64  | Sally Kipyego                                                                     |
| 2000 m              | 5:30,19  | Gelete Burka                                                                      |
| 3000 m              | 8:30,15  | Meseret Defar                                                                     |
| 5000 m              | 14:33,65 | Tirunesh Dibaba                                                                   |
| 10 000 m            | 29:53,80 | Meselech Melkamu                                                                  |
| Półmaraton          | 66:36    | Mary Keitany                                                                      |
| Maraton             | 2:22:11  | Irina Mikitenko                                                                   |
| 100 km              | 7:37:24  | Kami Semick                                                                       |
| 3000 z przeszkodami | 9:07,32  | Marta Domínguez                                                                   |
| 100 m przez płotki  | 12,46    | Brigitte Foster-Hylton                                                            |
| 400 m przez płotki  | 52,42    | Melaine Walker                                                                    |
| Skok wzwyż          | 2,08     | Blanka Vlašić                                                                     |
| Skok o tyczce       | 5,06     | Jelena Isinbajewa                                                                 |
| Skok w dal          | 7,10     | Brittney Reese                                                                    |
| Trójskok            | 15,14    | Nadieżda Alechina                                                                 |
| Pchnięcie kulą      | 21,07    | Valerie Vili                                                                      |
| Rzut dyskiem        | 66,40    | Li Yanfeng                                                                        |
| Rzut młotem         | 77,96    | Anita Włodarczyk                                                                  |
| Rzut oszczepem      | 68,92    | Marija Abakumowa                                                                  |
| Siedmiobój          | 6731     | Jessica Ennis                                                                     |
| Chód na 10 km       | 41:41    | Kjersti Tysse Plätzer                                                             |
| Chód na 20 km       | 1:24:56  | Olga Kaniskina                                                                    |
| Sztafeta 4 × 100    | 41,58    | Jamajka · Simone Facey · Shelly-Ann Fraser · Aleen Bailey · Kerron Stewart        |
| Sztafeta 4 × 200    | 1:30,28  | Uniwersytet Teksasu Jessica Beard Gabrielle Mayo Dominque Duncan Porscha Lucas    |
| Sztafeta 4 × 400    | 3:17,83  | Stany Zjednoczone · Debbie Dunn · Allyson Felix · Lashinda Demus · Sanya Richards |
| Sztafeta 4 × 800    | 8:17,91  | Uniwersytet Tennessee Kimarra McDonald Chanelle Price Sarah Bowman Phoebe Wright  |